# Gens Cuspia
La gens Cuspia era una familia plebeya de clase ecuestre en la antigua Roma. Pocos de sus miembros obtuvieron alguno de los cargos más altos del estado romano, aunque Lucio Cúspio Camerino alcanzó el consulado en la época de Adriano.

## Miembros
- Publio Cuspio, un équite, dos veces magister de los publicanos que cultivaban los impuestos en la provincia de África. Cicerón le dio el gusto de recomendar a varios de sus amigos a Quinto Valerio Orca, procónsul de África en el 45 a. C.[2]
- Cuspio Fado, un équite durante el reinado del emperador Claudio, quien lo nombró procurador de Judea en el 44 d. C., tras la muerte de Herodes Agripa. Su gobierno fue en general pacífico, aunque reprimió una posible revuelta del autoproclamado profeta Teudas y sus seguidores, a quienes Fado dio muerte.[3][4][5][6]
- Lucio Cuspio Camerino, descendiente de los colonos italianos de Pérgamo, fue cónsul sufecto en el año 126 d. C.[7]
- Cayo Cuspio Pansa, uno de los ediles de Pompeya antes de su destrucción.[8]